# کیغی
کیغی (به ترکی استانبولی: Kiğı) یک منطقهٔ مسکونی در ترکیه است که در استان بینگول واقع شده‌است. کیغی ۱٬۷۰۰ متر بالاتر از سطح دریا واقع شده‌است.